# Joachim Lindner (Schriftsteller)
Joachim Lindner (* 25. April 1924 in Gleiwitz, Oberschlesien; † 4. Dezember 2024) war ein deutscher Schriftsteller und Herausgeber.

## Leben
Joachim Lindner kam aus einem bürgerlichen Elternhaus und verlebte seine Kindheit und Jugend in Katscher in der Nähe von Ratibor in Oberschlesien. Dort besuchte er bis zu seiner Einberufung in die Wehrmacht 1942 die Städtische Oberschule für Jungen. Im Deutsch-Sowjetischen Krieg an der Ostfront verwundet, erlebte er das Kriegsende in einem Lazarett in Ratzeburg in Schleswig-Holstein. In Delitzsch, wohin seine Eltern ausgesiedelt wurden, holte er in einem Sonderkurs das Abitur nach und studierte an der Universität Rostock und der Universität Leipzig Germanistik und Geschichte. Danach arbeitete er ein Jahr als Lehrer in Bad Berka und wurde 1953 Lektor im Ost-Berliner Verlag Rütten & Loening. 1955 wechselte er zum Verlag der Nation, bei dem er bis zum Erreichen des Rentenalters im Jahre 1989 tätig war. Nebenberuflich arbeitete er als Herausgeber und veröffentlichte einige historische Erzählungen.
Er lebte die letzten Jahre in Wildau, war verheiratet und hatte einen Sohn und eine Tochter.

## Werke
- 1974: Wo die Götter wohnen. Johann Schadows Weg zur Kunst. Verlag der Nation, Berlin (gemeinsam mit Ernst Keienburg).
- 1978: Mordfall W. Verlag Neues Leben Berlin (Kompass-Bücherei Band 236).
- 1982: Annettes späte Liebe. Erzählung vom Leben und Dichten der Annette von Droste-Hülshoff. Verlag der Nation Berlin.
- 1990: Die Frucht der bitteren Jahre. Erzählung über den Kammergerichtsrat und Dichter E. T. A. Hoffmann. Verlag der Nation Berlin, ISBN 3-373-00379-2.

## Herausgaben
- 1963: Ludwig Tieck: Der Geheimnisvolle und andere historische Novellen. Verlag der Nation, Berlin.
- 1965: Ludwig Tieck: Vittoria Accorombona. Verlag der Nation, Berlin.
- 1981: Carl Schurz: Lebenserinnerungen 1852-1869, Unter dem Sternenbanner. Verlag der Nation, Berlin. (mehrere Bände)
- 1981: Ludwig Tieck: Shakespeare-Novellen. Verlag der Nation, Berlin.
- 1983: Meine schönen, rotwangigen Träume. Jugenderlebnisse von Nettelbeck bis Barlach. Verlag Neues Leben, Berlin.
- 1986: Wilhelm von Humboldt: Briefe an eine Freundin. Verlag der Nation, Berlin.
- 1988: Joseph von Eichendorff: Eine Meerfahrt. Novelle. Verlag der Nation, Berlin.

## Übersetzungen
- 1971: Kudrun. Ein mittelalterliches Heldenepos. Verlag der Nation, Berlin.